# Rheumaptera hypolopha
Rheumaptera hypolopha är en fjärilsart som beskrevs av George Francis Hampson 1895. Rheumaptera hypolopha ingår i släktet Rheumaptera och familjen mätare. Inga underarter finns listade.